# Притча про доброго самарянина

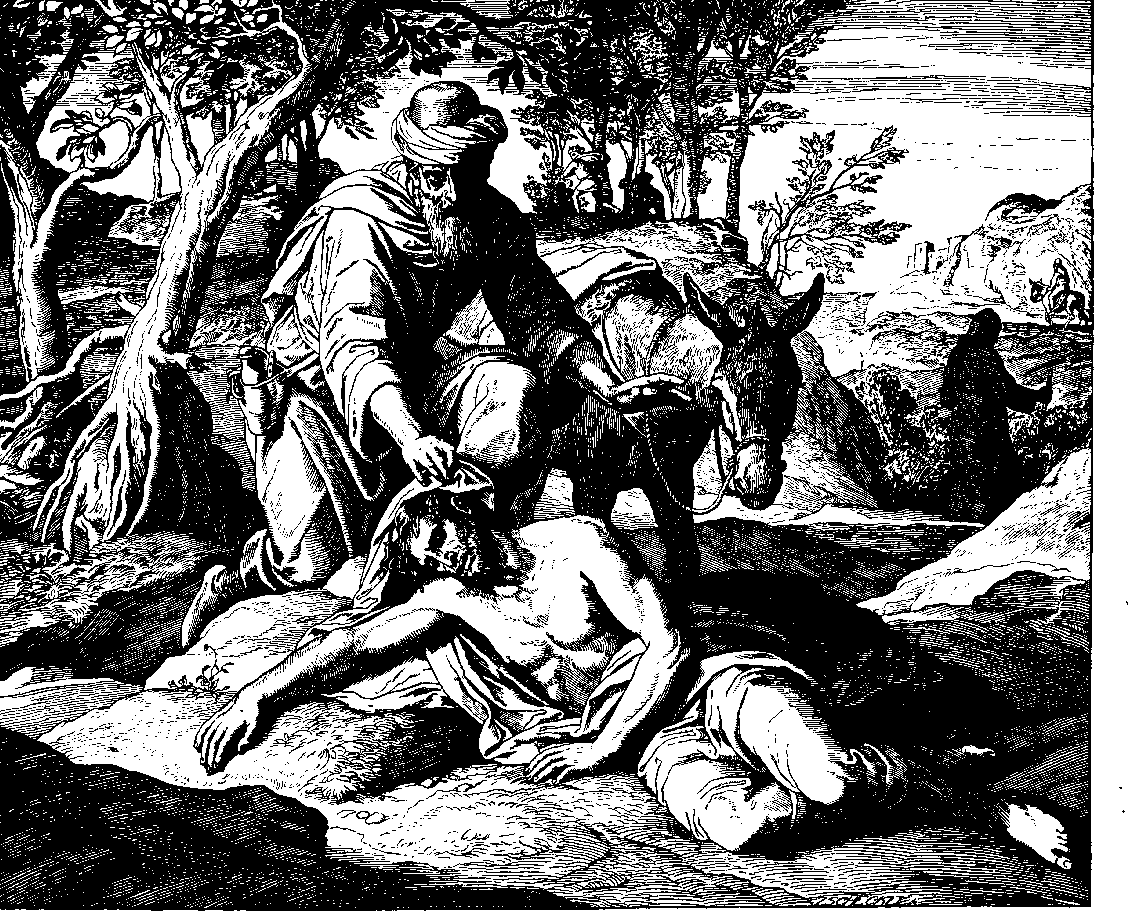
Гравюра Юліуса Каролсфельда

При́тча про до́брого самаряни́на (або про милосердного самарянина, «добрий самарянин») — притча, котру розповідає Ісус Христос та яка описується у Євангелії від Луки Нового заповіту Біблії.
У притчі наводиться приклад безкорисливої допомоги людині, що потрапила у біду, від зовсім незнайомого перехожого-самарянина. Таким чином, підкреслюється важливість творити справи милосердя та допомоги ближнім.
Багато благодійних організацій мали або мають назву «Добрий Самарянин».
Сам термін самарянин був для євреїв принизливим поряд із митарями-відкупниками, отже таке поєднання початково мало підкреслити парадоксальність милосердя, схоже на «благочестивий розбійник», «щедрий бідняк», «могутній безхатько» тощо.

## Текст притчі про доброго самарянина
| Євангеліє               | Цитата |
| ----------------------- | --- |
| Від Луки (Лк. 10:29-37) | \| \| І підвівсь ось законник один, і сказав, Його випробовуючи: Учителю, що робити мені, щоб вічне життя осягнути? Він же йому відказав: Що в Законі написано, як ти читаєш? А той відповів і сказав: Люби Господа Бога свого всім серцем своїм, і всією душею своєю, і всією силою своєю, і всім своїм розумом, і свого ближнього, як самого себе. Він же йому відказав: Правильно ти відповів. Роби це, і будеш жити. А той бажав сам себе виправдати, та й сказав до Ісуса: А хто то мій ближній? А Ісус відповів і промовив: Один чоловік ішов з Єрусалиму до Єрихону, і попався розбійникам, що обдерли його, і завдали йому рани, та й утекли, покинувши ледве живого його. Проходив випадком тією дорогою священик один, побачив його, і проминув. Так само й Левит надійшов на те місце, поглянув, і теж проминув. Проходив же там якийсь самарянин, та й натрапив на нього, і, побачивши, змилосердився. І він підійшов, і обв'язав йому рани, наливши оливи й вина. Потому його посадив на худобину власну, і приставив його до заїжджого двору, та й клопотався про нього. А другого дня, від'їжджавши, вийняв він два динарії, та й дав їх господареві й проказав: Заопікуйся ним, а як більше що витратиш, заплачу тобі, як вернуся. Котрий же з цих трьох на думку твою був ближній тому, хто попався розбійникам? А він відказав: Той, хто вчинив йому милість. Ісус же сказав йому: Іди, і роби так і ти! \| · |
|                         | І підвівсь ось законник один, і сказав, Його випробовуючи: Учителю, що робити мені, щоб вічне життя осягнути? Він же йому відказав: Що в Законі написано, як ти читаєш? А той відповів і сказав: Люби Господа Бога свого всім серцем своїм, і всією душею своєю, і всією силою своєю, і всім своїм розумом, і свого ближнього, як самого себе. Він же йому відказав: Правильно ти відповів. Роби це, і будеш жити. А той бажав сам себе виправдати, та й сказав до Ісуса: А хто то мій ближній? А Ісус відповів і промовив: Один чоловік ішов з Єрусалиму до Єрихону, і попався розбійникам, що обдерли його, і завдали йому рани, та й утекли, покинувши ледве живого його. Проходив випадком тією дорогою священик один, побачив його, і проминув. Так само й Левит надійшов на те місце, поглянув, і теж проминув. Проходив же там якийсь самарянин, та й натрапив на нього, і, побачивши, змилосердився. І він підійшов, і обв'язав йому рани, наливши оливи й вина. Потому його посадив на худобину власну, і приставив його до заїжджого двору, та й клопотався про нього. А другого дня, від'їжджавши, вийняв він два динарії, та й дав їх господареві й проказав: Заопікуйся ним, а як більше що витратиш, заплачу тобі, як вернуся. Котрий же з цих трьох на думку твою був ближній тому, хто попався розбійникам? А він відказав: Той, хто вчинив йому милість. Ісус же сказав йому: Іди, і роби так і ти!            |

## Пояснення до притчі

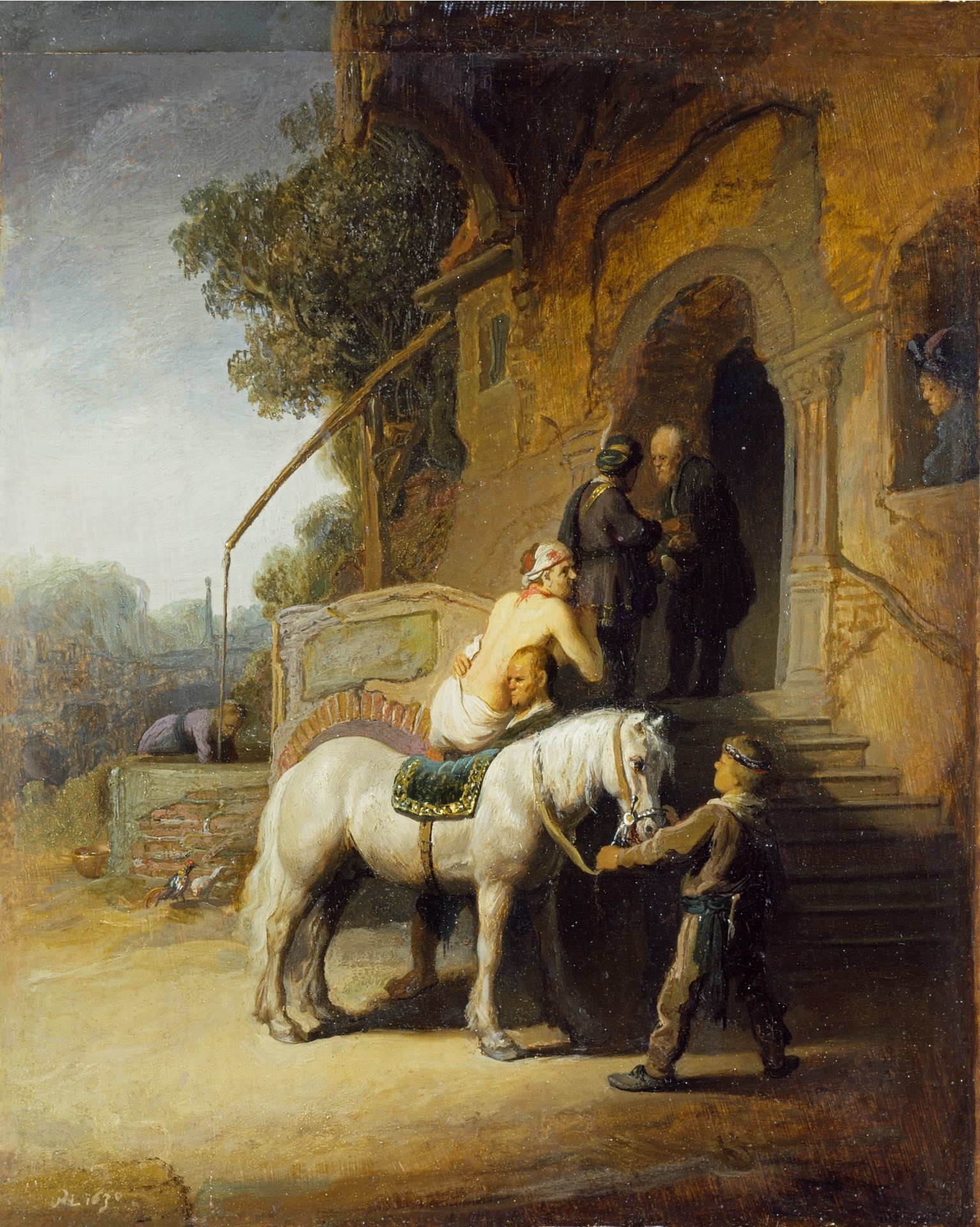
Добрий Самаря́нин, 1633 Рембрандт

Один єврей, законник, бажаючи виправдати себе (бо євреї вважали «ближніми своїми» тільки євреїв, а решту людей зневажали), запитав Ісуса Христа: «А хто ж мій ближній?»
Щоб навчити людей вважати своїм ближнім всіх, хто би то не був, з якого роду не походив і якої б віри не був, а також щоб ми мали співстраждання і милосердя до всіх людей, подаючи їм посильну допомогу в їхній біді і нещасті, Ісус Христос відповів йому притчею.
Один чоловік ішов з Єрусалима до Єрихона і перестріли його розбійники, які забрали в нього одяг, побили його і пішли, залишивши його ледь живим. Випадково цією дорогою ішов єврейський священик. Він подивився на нещасного і пішов далі. Так само і левит (єврейський духовний служитель) був на тім місці; підійшов, поглянув і пройшов повз.
Потім тією ж дорогою їхав самарянин (євреї зневажали самарян настільки, що не сідали разом за стіл, і навіть намагалися не розмовляти з ними). Самарянин, коли побачив побитого єврея, зглянувся над ним. Він підійшов до нього і перев'язав йому рани та полив їх оливою й вином. Після цього посадив його на свого віслюка, привіз у готель і там піклувався про нього. А на другий день, від'їжджаючи, він дав господарю готелю два денарії і сказав: «Заопікуйся ним, а як більше що витратиш, заплачу тобі, як вернуся».

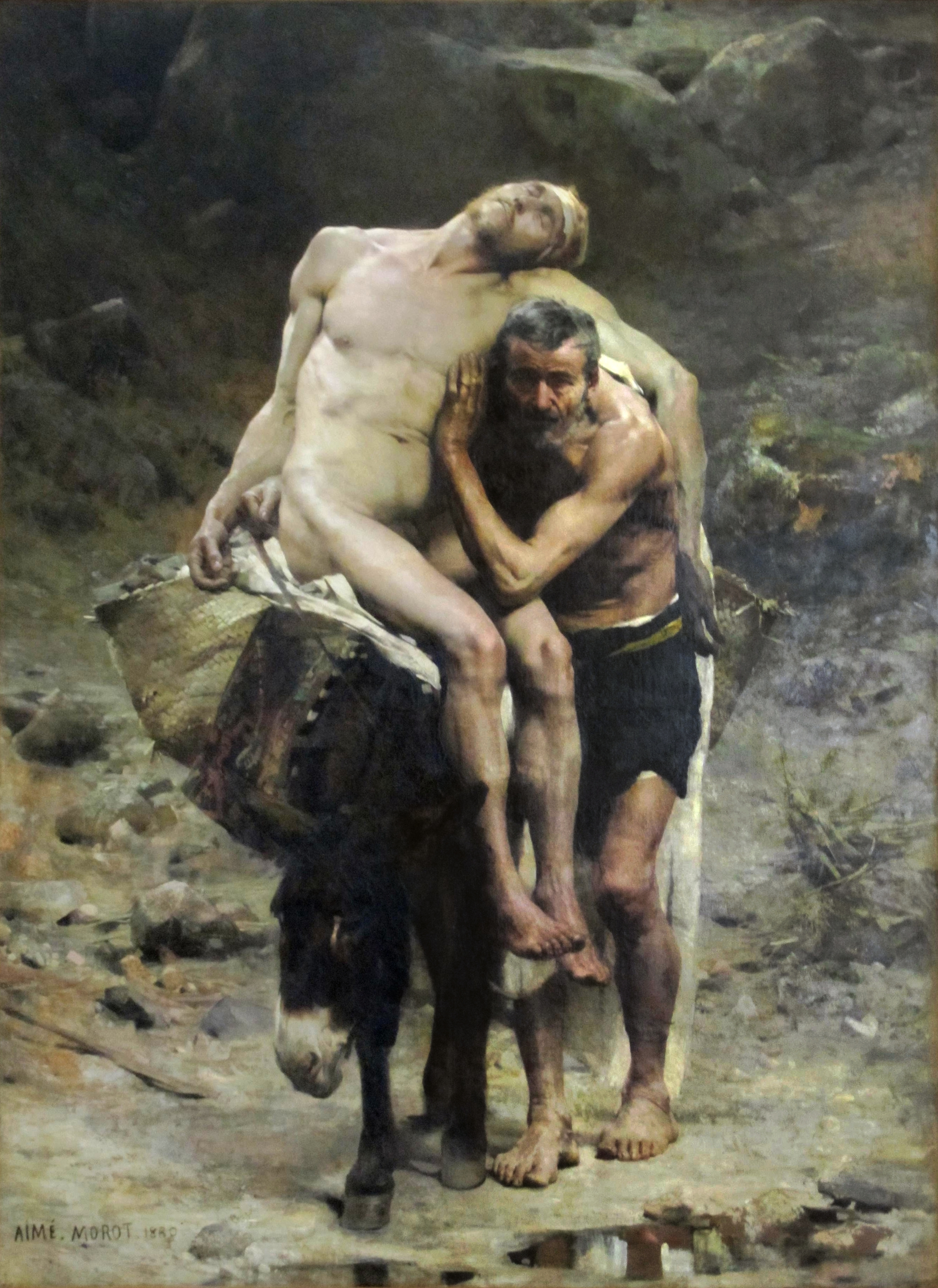
Добрий самарянин 1880 Aimé_Morot

Після цього Ісус Христос запитав законника: «Як ти думаєш, хто з цих трьох був ближнім для людини, яка потрапила до рук розбійників?» Законник відповів: «Той, який змилосердився над ним» (тобто самарянин). Тоді Ісус Христос сказав йому: «Іди і ти роби так само».
Притча про милосердного самарянина, крім прямого і ясного змісту — про любов до всякого ближнього, має ще, як вчать святі отці, інший, непрямий, глибокий і таємничий зміст.
Людина, яка йде з Єрусалима в Єрихон, є ніхто інший, як праотець Адам, а в його особі і все людство. Не встоявши у добрі, позбувшись райського блаженства, Адам і Єва мусили покинути «Єрусалим небесний» (рай) і відійти на землю, де їх одразу ж спіткали скорботи й усілякі біди. Розбійники — це сили бісівські, які позаздрили невинному стану людини і штовхнули її на шлях гріха, позбавивши праотців вірності заповіді Божій (райського життя). Рани — це виразки гріховні, що ослаблюють нас. Священик і левит — це закон, даний нам через Мойсея, і священство в особі Аарона, які самі по собі не могли спасти людини. Під милосердним самарянином слід розуміти Самого Ісуса Христа, Який для зцілення немочей, у вигляді олії і вина, дав Новозавітний Закон і благодать. Готель — Церква Божа, де є все необхідне для лікування, а господар готелю — пастирі і священики Церкви, яким Господь доручив турботу про паству. Ранковий вихід самарянина — це з'явлення Ісуса Христа після воскресіння, а також і Його вознесіння, а два денарії, дані господарю готелю, — це Божественне Одкровення, яке зберігається через Писання і Святе Передання. Нарешті, обіцянка самарянина на зворотному шляху завітати знову в готель для остаточного розрахунку — це вказівка на друге пришестя Ісуса Христа на землю, коли Він «віддасть кожному за ділами його».

## Історичний контекст

### Дорога з Єрусалиму в Єрихон
За часів Ісуса дорога з Єрусалима до Єрихону була сумно відома своєю небезпекою та труднощами, і була відома як «Шлях крові» через «кров, яку там часто проливають розбійники, які грабували людей». Мартін Лютер Кінг молодший за день до свого вбивства описав дорогу так:
|                                              | Пам’ятаю, коли ми з місіс Кінг вперше були в Єрусалимі. Ми найняли автомобіль і поїхали з Єрусалима до Єрихону. І як тільки ми вийшли на ту дорогу, я сказав своїй дружині: «Я розумію, чому Ісус використав це як місце дії для своєї притчі». Це звивиста, звивиста дорога. Це дуже зручно для засідки. Ви починаєте в Єрусалимі, який знаходиться на висоті приблизно 1200 миль, точніше 1200 футів над рівнем моря. І до того моменту, коли ви спуститеся в Єрихон, через п’ятнадцять або двадцять хвилин, ви будете приблизно на 2200 футів нижче рівня моря. Це небезпечна дорога. |
| — «Я був на вершині гори» (3 квітня 1968 р.) | |

### Самаряни та Ісус
Цільова аудиторія Ісуса, євреї, ненавиділа самаритян до такої міри, що вони зруйнували самаритянський храм на горі Гарізім. Самаряни, навпаки, ненавиділи євреїв. Напруга між ними була особливо високою в перші десятиліття 1-го століття, тому що самаритяни осквернили єврейський храм на Песах людськими кістками. Через цю ненависть дехто вважає, що фраза законника «Той, хто змилувався над ним» (Лк. 10:37) може вказувати на небажання називати самарянина. Або, на іншій, більш позитивній ноті, це може вказувати на те, що адвокат визнав, що на обидва його запитання було дано відповідь, і тепер завершує загальним висловом, що кожен, хто поводиться таким чином, є (Левіт 19:18) «ближнім». «може успадкувати вічне життя. 
Оскільки ця історія дійшла до тих, хто не знав її контексту, тобто пригнічення самарян і гірку ненависть, яку слухачі Ісуса та самаряни мали одне до одного, цей аспект притчі отримував все менше й менше визнання; необізнані люди вважали «самаритянина» лише зручною назвою для цієї особи, тоді як насправді воно означало «ненависного чужинця, який поклоняється фальшиво та оскверняє нашу релігію». Сьогодні, щоб виправити цей відсутній контекст, історію часто переробляють у більш сучасній обстановці, де люди належать до еквівалентних соціальних груп, які, як відомо, не мають комфортної взаємодії. Таким чином, у відповідній формі притча повертає своє послання сучасним слухачам: а саме, що індивід соціальної групи, яку вони не схвалюють, може демонструвати моральну поведінку, яка є вищою, ніж індивіди групи, яку вони схвалюють. Християни використовували це як приклад протистояння християнства расовим, етнічним і сектантським упередженням. Наприклад, борець проти рабства Вільям Джей описав священнослужителів, які ігнорували рабство, як «наслідуючих приклад священика та левіта». Мартін Лютер Кінг у своїй промові «Я був на вершині гори» у квітні 1968 року описав самарянина як «людину іншої раси». Санді Такер Фрейзер бачив самарянина більш конкретно як приклад особи «змішаної раси». Клайн Снодграсс писав: «На основі цієї притчі ми повинні боротися з нашим власним расизмом, але також повинні шукати справедливості для тих, хто потребує допомоги, незалежно від групи, до якої вони належать». 
Самаряни з'являються в інших місцях Євангелія та Книги Дії. У Євангелії від Луки Ісус зцілює десятьох прокажених , і лише самарянин із них дякує йому, хоча в Луки 9:51–56 зображено, як Ісуса вороже сприйняли в Самарії. Прихильне ставлення Луки до самаритян узгоджується з прихильним ставленням до слабких і ізгоїв у цілому в інших місцях книги. В Івана Ісус веде розширений діалог із самарянкою , і багато самарян повірили в нього. У Євангелії від Матвія він наказує своїм учням не проповідувати язичникам або в самаритянських містах. У Євангеліях, загалом, «хоча євреї часів Ісуса не мали часу на «напівкровних» людей Самарії», Ісус «ніколи не говорив про них зневажливо» і «дотримувався доброзичливого погляду на самаритян». 
Багато хто бачить 2 Хронік 28:8–15 як модель доброзичливої поведінки самарянина в притчі. У Хроніках північні ізраїльтяни, предки самаритян, ставляться до юдейських ворогів як до співізраїльських сусідів. Після порівняння попередньої розповіді з пізнішою притчею, представленою знавцю ізраїльського релігійного права, можна зробити висновок: «Враховуючи кількість і значення цих паралелей і точок відповідності, важко уявити, як вчений першого століття Святе Письмо могло почути притчу і не подумати про історію милосердних самарян з 2 Хронік 28». 

### Священики і Левити
У єврейській культурі контакт із мертвим тілом сприймався як осквернення. Священикам особливо наказувалося уникати нечистоти. Тому священик і левіт могли припустити, що полеглий мандрівник мертвий, і уникали його, щоб зберегти себе ритуально чистими. З іншого боку, зображення подорожі вниз (з Єрусалиму до Єрихону) може вказувати на те, що їхні храмові обов'язки вже були завершені, що робить це пояснення менш вірогідним, хоча це спірне. Оскільки Мішна робила виняток для занедбаних трупів, священик і левіт могли використати закон, щоб виправдати як доторкання до трупа, так і ігнорування його. У будь-якому випадку, проходячи повз іншу сторону, уникнув перевірити, «живий він чи мертвий». Дійсно, «для них більше важило те, що він міг бути мертвим і оскверненим на дотик тих, хто займався святими речами, ніж те, що він міг бути живим і потребував догляду». 